# Rubén Sadrinas
Rubén Sadrinas (n. Buenos Aires, Argentina, 18 de diciembre de 1961) es un cantante de rock argentino y exmiembro original de la banda de rock, oriunda de Barracas, Buenos Aires, llamada Bersuit Vergarabat. En la actualidad se encuentra retirado del mundo de la música.

## Biografía
A mediados de los años 80, Sadrinas había integrado efímeramente la agrupación Patricio Rey y sus Redonditos de Ricota, antes de la grabación de su primer trabajos discográfico Gulp! (1985), realizando coros. En 1990, es convocado para integrar Bersuit Vergarabat, para ser una de las voces, junto a Gustavo Cordera.
Formó parte de la primera etapa de la banda y participó en los tres primeros discos: Y Punto (1992), Asquerosa Alegría (1993) y Don Leopardo (1996).
Entre las canciones que interpreta como solista en la banda fueron: «La venganza de los muertos pobres (Afro)», «Como nada puedo hacer (puteo)», «Diez mil», «Tuyu» de la primera placa, del segundo material se escucha su voz en las canciones «Fuera de acá», «Sin son», «Tu pastilla fue», «Ausencia de estribillo», «Decile a tu mamá», «Vamos no llegamos» y de la tercera «Espíritu de esta selva», «Bolivian Surf», «Cajón 5 estrellas» y «Abundancia».
En 1995 se fue desconectando de la banda, dejó de ir a los ensayos y sólo cantaba las canciones viejas. Para Sadrinas la música había pasado a un segundo plano. Se alejó de la banda definitivamente a mediados del año 1996 y fue reemplazado por Héctor García, Daniel Suárez y Germán Sbarbati. 
Después de su salida de la banda, Sadrinas seguiría acompañando a la banda en recitales y giras nacionales e internacionales pero ya no en los escenarios.